# トーヴァル・スタウニング
トーヴァル・アウゴスト・マリーヌス・スタウニング（Thorvald August Marinus Stauning)、1873年12月26日-1942年5月3日は、デンマークの政治家。デンマークで最初のデンマーク社会民主党所属の首相で、1924年6月27日から1926年12月14日まで、そして1929年4月30日から1942年5月3日に亡くなるまで首相を務めた。

## フォルケティングの議員
1873年10月26日、コペンハーゲンで生まれる。スタウニングは葉巻たばこの生産者として訓練を受け、すぐに労働運動に参加する。1896年から1908年まで葉巻たばこ選別師組合(デンマークたばこ労働者運動の一部)のリーダーを務め、1906年にはフォルケティングの議員に選出される。1910年には社会民主党の党首に選出され、1939年までの約30年間、党首を務めた。1916年から1920年まで、第二次セーレ内閣の無任所大臣に任命された。

## デンマーク首相
1924年に、1926年まで存続した社会民主党内閣の首相に選出される。彼の内閣は、初の社会民主党内閣だっただけでなく、女性のニナ・バングが教育大臣に任命されたことで画期的とされ、世界初の女性大臣の一人として国際的にも注目された。
1929年からは、社会自由主義的な政党のラディケーリとの連立内閣の首相に就任し、デンマークを大恐慌から脱出させ、デンマーク経済を大幅に改善する大きな政治的妥協点を形成し、また、社会民主党を階級政党から大衆政党へと転換させた。スタウニングのリーダーシップのもと、デンマークは他の西欧諸国と同様に社会福祉国家を発展させた。デンマークでは、ヨーロッパの多くの地域を席巻していた共産主義やファシストの動きを、長らく続いた連立内閣が積極的に回避したという説もある。
1933年1月、スタウニング政権は自由主義政党のヴェンスタとの間で、当時のデンマーク政界では最も大規模な和解案であるカンスレルゲーゼ協定を締結した[4]。 コペンハーゲンのカンスレルゲーゼにあるスタウニングのアパートにちなんで名付けられたこの和解案には、大規模な農業補助金や社会部門の法律・行政の改革が含まれていた。
スタウニングはデンマークの政治の記録を保持し、1932年、1935年(有名なスローガン「スタウニングか無秩序か」のスローガンが出された)、1939年の3回以上の再選を目指した。しかし、国民投票の投票率が結果を検証するには不十分であったため、憲法改正の試みは1939年に失敗した。これにより、それまでの政治に対する確かな手ごたえを失ってしまった。彼は国民投票の失敗をきっかけに辞任を検討したが、とどまるように説得される。

## ナチス占領期内閣
第四次スタウニング内閣は、1940年4月9日にナチスドイツによるヴェーザー演習作戦まで続いた。それによりデンマークがナチスドイツに併合され、挙国一致内閣である第五次スタウニング内閣を結成した。デンマーク国王のクリスチャン10世とその政府は、ナチスに侵攻された他の国とは違い、寛大な対応をした。陸軍と海軍に戦闘停止を命じ、ナチス占領下のデンマークにとどまる事を選択した。そのため、ナチスの指導者らは、デンマークは他のナチス占領下の国よりも寛大であったと考えていた。スタウニングは、ナチスに占領された欧州における社会民主主義の将来に深い憂いを感じながら、1942年に亡くなった。

## 遺産
スタウニングは、スウェーデンのヤルマール・ブランティングなどの他の社会民主主義リーダーと同様に、産業革命と普通選挙による社会の変化の後、デンマーク社会の統合に重要な役割を果たしたカリスマ的リーダーだった。彼の選挙スローガン「スタウニングか無秩序か」は、デンマークの主要貿易相手国であるドイツを筆頭に、近隣諸国や貿易相手国の経済的、社会的、政治的な混乱により、大量の失業者が出ていたデンマークに響いた。続く大恐慌では、デンマークの失業率はかつてないほどの高さになった。このように社会が混乱していた時期は、自信に満ちた一貫したビジョンを大衆に伝えることができるリーダーにとって、肥沃な土壌であった。1935年のフォルケティングの選挙では、スタウニング率いる社会民主党が46％の得票率を獲得した。この記録は現在でも破られていない。
1942年には、通常デンマークの首相には行われない国葬が行われた。第二次世界大戦中のデンマークとドイツの関係については賛否両論あるが、スタウニングがデンマークに残した遺産は明るいものである。1930年代のスタウニングの人気は、他の左派政党や、政治的には重要ではなかったナチス政党の成長を抑える力となった。また、1920年に勃発したイースター危機の収束にも大きな役割を果たした。彼は国王との間で、議会制民主主義の機能に今後一切の干渉をしないよう、自らの役割を単なる象徴的なものに縮小することを受け入れた。その見返りとして、スタウニングは社会民主党の共和党派を維持し、デンマーク王政の存続を政治的に支持することになった。また、スタウニング政権は、将来のデンマークの福祉国家の基礎を築く役割も担っていた。